# NGC 5994
NGC 5994 ist eine Balkenspiralgalaxie vom Hubble-Typ SBbc im Sternbild Schlange und etwa 155 Millionen Lichtjahre von der Milchstraße entfernt. Sie steht in gravitationeller Wechselwirkung mit NGC 5996, bildet mit dieser die Konstellation Arp 72.
Halton Arp gliederte seinen Katalog ungewöhnlicher Galaxien nach rein morphologischen Kriterien in Gruppen. Diese Galaxie gehört zu der Klasse Spiralgalaxien mit einem kleinen Begleiter hoher Flächenhelligkeit auf einem Arm (Arp-Katalog).
Die Galaxie wurde am 9. März 1851 von Bindon Stoney, einem Assistenten von William Parsons, entdeckt.